# Spyridōn Markezinīs
Spyridōn Markezinīs (in greco Σπυρίδων Μαρκεζίνης; Atene, 22 aprile 1909 – Atene, 4 gennaio 2000) è stato un politico greco del XX secolo.
Per lungo tempo membro del Parlamento ellenico, fu Primo ministro durante il tentativo di democratizzazione del regime militare greco nel 1973.

## Esordi politici
Spyridōn Markezinīs era il rampollo di un'antica e ricca famiglia dell'isola di Santorini, che ad un certo momento venne insignita del titolo di marchesini durante il dominio veneziano. Laureatosi in legge e scienze politiche all'università di Atene iniziò a svolgere la pratica legale. Nel 1936 divenne consulente legale di re Giorgio II di Grecia, incarico che tenne fino al 1946. Lo scoppio della Seconda guerra mondiale e l'occupazione nazista della Grecia costrinsero il sovrano a fuggire, mentre Markezinis rimase a combattere come parte delle milizie della resistenza greca.
Markezinīs divenne membro del Parlamento alle elezioni del 1946 come membro del partito nazionalista unito per le Cicladi. Poco dopo lasciò il partito e ne fondò uno, il Nuovo Partito, il secondo dei molti cui avrebbe fatto parte durante la sua vita; questi prese il 2.5% alle elezioni parlamentari del 1950, ed ebbe proprio il fondatore come suo unico rappresentante in Parlamento.

## Riforme economiche
Nel 1949 Markezinīs fu nominato Ministro senza portafoglio e designato al controllo della politica economica del governo coordinando le attività dei vari ministeri economici. In seguito all'elezione del maresciallo Alexandros Papagos come Primo Ministro nel 1952, l'effettiva posizione di Markezinīs come ministro delle finanze venne ulteriormente rinforzata. Nell'aprile 1953 Markezinīs dispose una svalutazione del 50% del potere d'acquisto della dracma rispetto al dollaro statunitense, ponente freno simultaneamente alle limitazioni d'importazione. Le efficaci politiche monetarie di Markezinīs favorirono per le esportazioni ed aumentarono i consumi, diminuirono l'inflazione ed il deficit. Markezinīs venne considerato allora come successore possibile nella direzione del partito e nell'incarico di capo di governo in caso di successione al maresciallo Papagos.

## Posizioni parlamentari successive
Papagos morì nel 1955 e venne succeduto né da Markezinīs (i cui i rapporti con il maresciallo erano diventati tesi) né dagli altri presunti eredi (quali Panagiōtīs Kanellopoulos o Stefanos Stefanopoulos), ma da Kōnstantinos Karamanlīs, un ministro secondario che venne chiamato da re Paolo di Grecia a formare un nuovo governo. Karamanlīs riuscì ad ottenere il sostegno di quasi tutti i parlamentari del partito del maresciallo Papagos ed infine creò l'Unione Nazionale Conservatrice (ERE); nello stesso anno Markezinīs fondò il Partito dei Progressisti, ma non riuscì a ottenere seggi nelle elezioni del 1956. Il partito di Markezinīs ne ottenne uno nelle elezioni del 1958. Nel 1961 venne rieletto nella coalizione con l'Unione di Centro, così come nel 1964, nella coalizione con l'ERE. Seguirono alcuni anni di agitazione politica che culminarono in un golpe del 21 aprile 1967, organizzato da Geōrgios Papadopoulos: fu l'inizio di un regime militare di sette anni.

## Lametapolitefsi
Nel 1973, la Marina Ellenica a maggioranza realista tentò e fallì un colpo di Stato per rovesciare il regime militare: Geōrgios Papadopoulos ripagò allora l'autoesiliato re Costantino II di Grecia deponendolo ed in seguito nominandosi presidente della Repubblica tramite un discutibile referendum.
Di fronte alle difficoltà crescenti con l'economia, al dissenso popolare e all'accresciuto isolamento diplomatico, la giunta greca cercò consenso iniziando una transizione verso una certa forma di vita. Papadopoulos quindi cercò il supporto dalla vecchia classe politica e Markezinīs accettò di collaborare per contribuire a condurre il paese di nuovo alla normale democrazia parlamentare in un processo che è venne chiamato metapolitefsi. Nel settembre 1973 fu nominato Primo ministro da Papadopoulos: accettò dopo aver avuto sicurezza che non ci sarebbero stati tentativi di interferenza militare, e che Papadopoulos avrebbe abolito la legge marziale e la censura sulla stampa. Furono promesse elezioni libere a cui si pensava avrebbero partecipato i vecchi partiti politici, comprese le formazioni di centro-sinistra.